# حرب الكرسي الذهبي
حرب الكرسي الذهبي ، المعروفة أيضًا باسم حرب يا اسانتيوا أو حملة أشانتي الثالثة أو انتفاضة أشانتي ، هي حرب حصلت في عام 1900 خلال سلسلة الصراعات بين المملكة المتحدة وإمبراطورية أشانتي (لاحقًا منطقة أشانتي) ) ، وهي دولة تتمتع بحكم ذاتي في غرب إفريقيا وتعايشت مع البريطانيين والقبائل الساحلية التابعة لها.
بعد عدة حروب سابقة مع القوات البريطانية ، احتلت القوات البريطانية أشانتي مرة أخرى في يناير 1896. في عام 1900 قام الأشانتيون بانتفاضة. قمع البريطانيون الانتفاضة واستولوا على مدينة كوماسي وبعدها تم ترحيل ملك أشانتي التقليدي ومستشاريه. وكانت النتيجة هي ضم أشانتي من قبل البريطانيين.

## شاهد أيضا
- إمبراطورية آشانتي
- أشانتي
- غانا